# كريستوفر تومبكينز
كريستوفر تومبكينز (بالإنجليزية: Christopher Tompkins)‏ هو محامي وسياسي أمريكي، ولد في 24 مارس 1780 في مقاطعة غرين في الولايات المتحدة، وتوفي في 9 أغسطس 1858. انتخب عضو مجلس النواب الأمريكي.